# Lada Kalina
O Kalina é um modelo compacto da Lada.

## Segunda geração

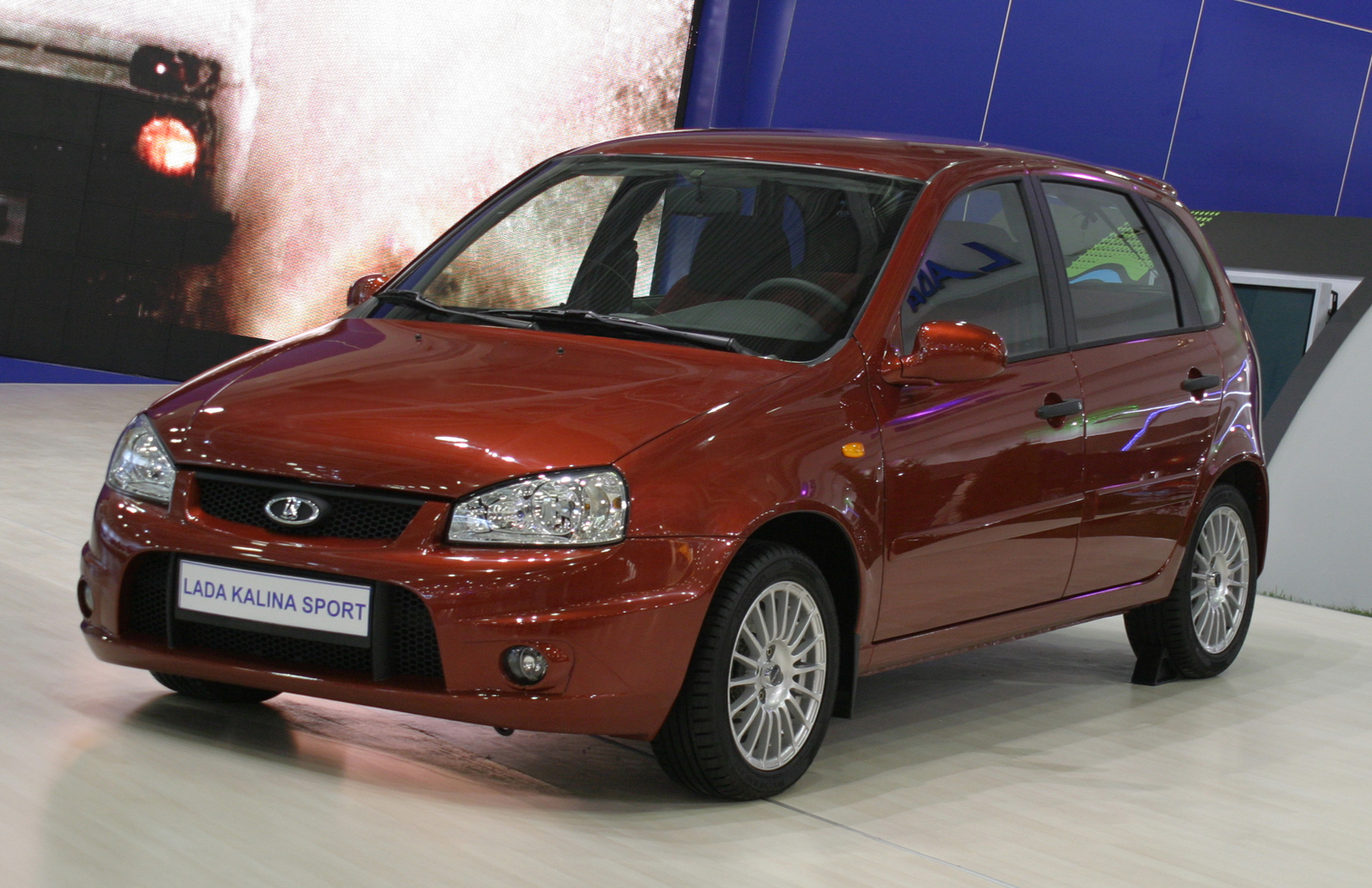
Lada Kalina Sport 1.4 no Lada booth, no auto show internacional de Moscow

A segunda geração do automóvel foi apresentada no Salão Internacional do Automóvel de Moscovo de 2012. Trata-se essencialmente de uma primeira geração actualizada, embora com uma distância entre eixos e um comprimento ligeiramente superiores, discos de 13 ou 14 polegadas, controlo eletrónico do acelerador e, atualmente, só está disponível nos estilos de carroçaria hatchback e station wagon.
Todos os controlos interiores estão agora apenas em inglês, tal como nos modelos Lux Lada Granta recentemente introduzidos. O Kalina foi utilizado como base para o Datsun mi-DO japonês, que é produzido especificamente para o mercado russo.
É alimentado por dois motores a gasolina de 1,6 litros com 8 e 16 válvulas, respetivamente, desenvolvendo entre 86 e 105 cavalos de potência (64 a 78 quilowatts) e 140 a 145 N⋅ m (14 a 15 m⋅kgf) de binário.
As escovas da segunda geração de Lada Kalina não diferem da primeira. Tal como na primeira geração, eram de três tipos: com moldura, sem moldura e combinadas, e o tamanho padrão regulado pelo fabricante é de 60 cm.
O hatchback entrou em produção em maio de 2013, seguido da station wagon em setembro. Uma versão desportiva também estava disponível no mercado russo.
A carrinha Lada Kalina Cross foi lançada em 2014. e caracteriza-se por uma distância ao solo 20 mm superior, relações de transmissão modificadas e revestimento plástico da carroçaria.

## Galeria
- Primeira geração (2003-2013)
- Segunda geração (2013-presente)